# Ян Хён Соп
Ян Хён Соп (кор. 양형섭; 1 октября 1925, Хамхын, Японская империя — 13 мая 2022, Пхеньян) — северокорейский политик. Председатель президиума Верховного народного собрания КНДР с 1983 по 1998 год (после 1994 года он формально занимал наивысшую должность в государстве). Впоследствии был вице-президентом Президиума ВНС. 12 января 2019 года был назначен главой Центризбиркома.

## Биография
Родился в Хамхыне в 1925 году. Учился в МГУ и Университете имени Ким Ир Сена. Был женат на Ким Син Сук, двоюродной сестре Ким Ир Сена. Согласно официальной биографии, опубликованной Центральным телеграфным агентством Кореи, в июне 1950 года он пошёл служить в Корейскую народную армию (примерно когда началась Корейская война). После окончания Университета Ким Ир Сена он занимал пост начальника секции, а затем секретаря Центрального комитета Трудовой партии Кореи, директора Центральной партийной школы (с октября 1961 года), министра высшего образования и президента Академии общественных наук (с октября 1980 года).
Он был избран председателем Постоянного комитета Верховного народного собрания в 1983 году, будучи заместителем председателя с 1962 года. В этой должности он формально был главой государства после смерти Ким Ир Сена в 1994 году, поскольку на пост президента КНДР никого больше не назначали; однако фактическая власть была сосредоточена в руках Ким Чен Ира. В 1998 году полномочия Президента были переданы председателю Президиума; в том же году Яна сменил в должности Ким Ён Нам, а Ян снова стал заместителем. Он также являлся членом Политбюро Трудовой партии. 6 января 2007 года на массовом митинге в Пхеньяне он выступил с речью, в которой высоко оценил правительство Северной Кореи за создание ядерного оружия.
Умер 13 мая 2022 года от инсульта в возрасте 96 лет.